# George Nicholas Eckert
Pour les articles homonymes, voir Eckert.
George Nicholas Eckert (4 juillet 1802 - 28 juin 1865) est un homme politique américain originaire de Pennsylvanie. Il est membre Whig de la Chambre des représentants des États-Unis pour le 14e district du Congrès de Pennsylvanie de 1847 à 1849. Il est également le 7e directeur de la Monnaie des États-Unis de 1851 à 1853.

## Jeunesse et éducation
George N. Eckert naît à Womelsdorf, en Pennsylvanie. Il est diplômé de la faculté de médecine de l'université de Pennsylvanie à Philadelphie en 1824 et commence à exercer à Reading, toujours en Pennsylvanie. Il est l'un des organisateurs de la Berks County Medical Society en 1824. Il s'installe à Pine Grove, dans le comté de Schuylkill, en Pennsylvanie, et se lance dans le commerce du charbon et du fer.

## Carrière politique
Eckert est élu au trentième Congrès sous l'étiquette Whig. Il est nommé directeur de la Monnaie des États-Unis à Philadelphie par le président Millard Fillmore, de juin 1851 au 6 juin 1853,. Il meurt à Philadelphie en 1865 et est enterré au cimetière de Laurel Hill.